# Suore dei Santi Cirillo e Metodio (Danville)
Le Suore dei Santi Cirillo e Metodio (in inglese Sisters of Saints Cyril and Methodius; sigla SS.C.M.) sono un istituto religioso femminile di diritto pontificio.

## Storia
La congregazione fu fondata dal sacerdote Matuš Jankola per l'educazione dei figli degli immigrati slovacchi negli Stati Uniti d'America: Jankola inviò le prime aspiranti a compiere il noviziato presso le Ancelle del Cuore Immacolato di Maria e l'11 settembre 1909 a Scranton tre di esse (Maria Mihalik, Josefa Bartek ed Emanuela Pauly) emisero i voti, dando inizio all'istituto.
Nel 1908 le suore assunsero la direzione della scuola della parrocchia slovacca di Wilkes-Barre, alla quale ne seguirono altre. La casa-madre fu fissata a Danville nel 1919.
L'istituto ricevette il pontificio decreto di lode il 15 giugno 1970.

## Attività e diffusione
Le suore si dedicano all'educazione della gioventù, alla cura di orfani e anziani e all'apostolato ecumenico tra gli slovacchi.
La sede generalizia è a Danville, in Pennsylvania.
Alla fine del 2015 l'istituto contava 75 religiose in 13 case.